# Semecarpus anacardium
Semecarpus anacardium L.f., 1782 è una pianta appartenente alla famiglia Anacardiaceae, diffusa nel subcontinente indiano.

## Etimologia
S. anacardium era chiamato dagli europei il "dado di marcatura" perché veniva usato dai lavatori per contrassegnare la stoffa e gli indumenti prima del lavaggio, in quanto imprimeva un segno insolubile in acqua al tessuto.
L'epiteto specifico anacardium ("up-heart") era usato dagli speziali nel XVI secolo per riferirsi al frutto della pianta. In seguito fu usato da Linneo per riferirsi all'anacardio.

## Descrizione

### Fusto
S. anacardium è una grande pianta decidua che può raggiungere i 15-25 m di altezza. La corteccia, di colorazione grigia, è a scaglie irregolari.

### Foglie
Le foglie sono semplici e alternate tra loro, di forma oblunga, lunghe 30-60 cm e larghe 12-30 cm.

### Fiore
I fiori, relativamente piccoli e regolari, hanno da tre a cinque petali e sono raccolti in infiorescenze. Appaiono in maggio e giugno e sono di una tonalità bianca–verdastra, con parti rosse (dovute alla resina) che anneriscono con l'esposizione al sole.

### Frutti

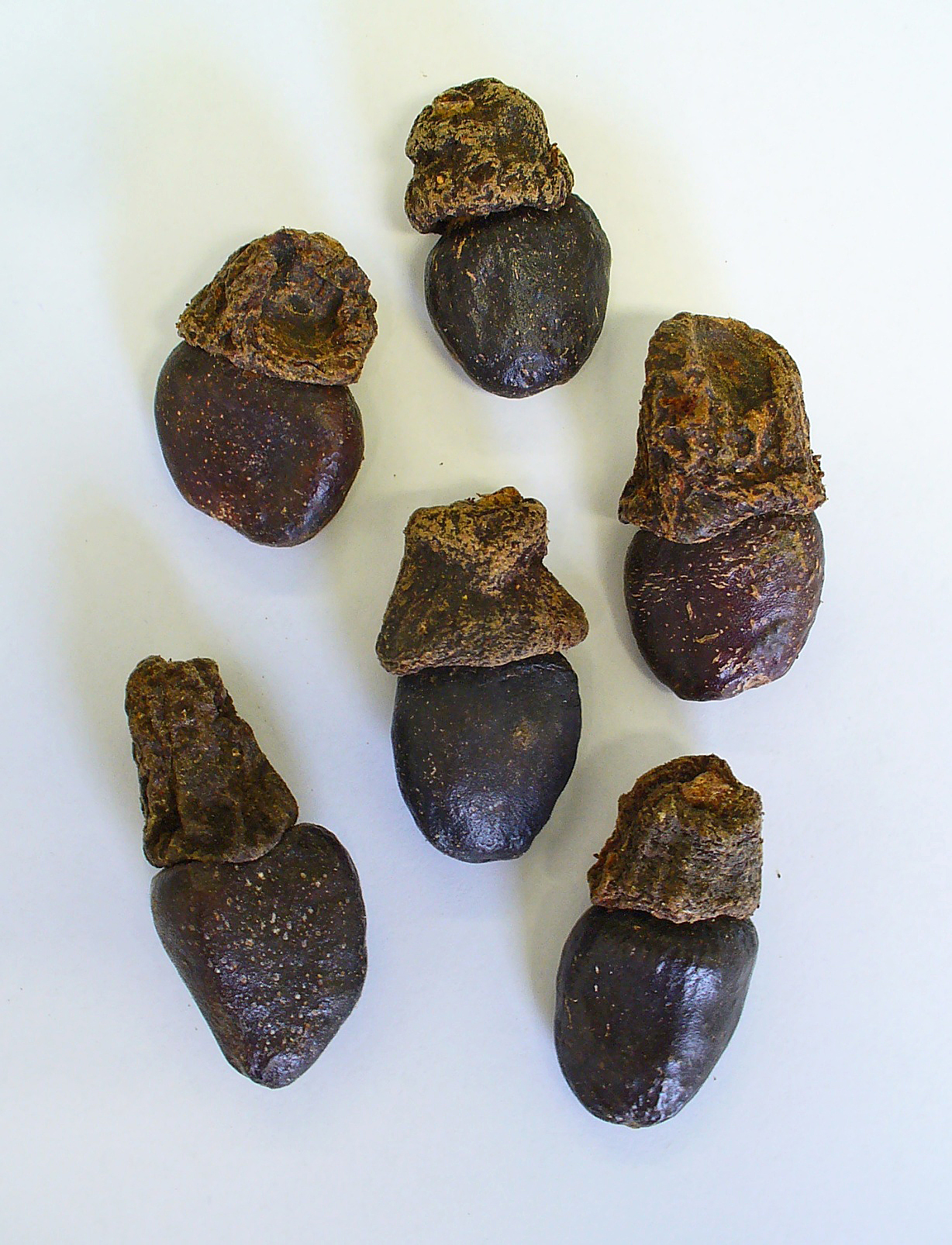
Frutti essiccati

Come l'anacardio, il frutto è composto da due parti, un falso frutto rosso-arancione e una drupa nera che cresce all'estremità. La noce è lunga circa 25 mm, ovoidale e liscia di colore nero brillante. Il falso frutto è commestibile e dolce quando è maturo, ma il frutto nero è tossico e produce una grave reazione allergica se viene consumato o se la sua resina viene a contatto con la pelle. Il seme all'interno del frutto nero, noto come godambi (गोडंबी), è commestibile se adeguatamente preparato.

## Distribuzione e habitat
S. anacardium è diffuso nelle parti più calde dell'India e Nepal fino a 1066 m.s.l.m., nella fascia tra la parte esterna dell'Himalaya fino alla costa del Coromandel.
Il suo areale si estende inoltre in Assam, Bangladesh, Grande Himalaya e Himalaya occidentale.

## Tassonomia

### Varietà
A questa specie di anacardo è associata la seguente varietà:
- Semecarpus anacardium var. cuneifolia (Roxb.) DC.

### Sinonimi
Questa specie è riconosciuta con i seguenti sinonimi:
- Anacardium latifolium Lam.
- Anacardium longifolium Lam.
- Anacardium officinale Pritz.
- Anacardium officinarum Gaertn.
- Anacardium orientale auct. ex Steud.
- Anacardium solitarium Stokes
- Cassuvium anacardium (L. fil.) Kuntze
- Cassuvium longifolium (Lam.) Kuntze
- Semecarpus latifolia Pers.

## Usi
Nella medicina ayurvedica viene utilizzato per migliorare la potenza sessuale e aumentare il numero di spermatozoi, curare le malattie legate al sistema digestivo e bilanciare il catarro (in sanscrito: kapha doṣa, कफ दोष) nel corpo. Si dice che, nessun catarro rimane dopo il trattamento con questo frutto. La parte rosso-arancione viene raccolta ed essiccata al sole. Si consuma dopo che è semi-essiccata. Se consumato in grandi quantità, si dice che induca l'aborto. Tuttavia, con moderazione è considerato buono per il sistema riproduttivo femminile.
Oltre alle sue proprietà medicinali, senza alcuna purificazione è velenoso e l'olio dei suoi semi può creare vesciche e ferite dolorose.